# Araniella silesiaca
Araniella silesiaca är en spindelart som först beskrevs av Fickert 1876.  Araniella silesiaca ingår i släktet Araniella och familjen hjulspindlar. Inga underarter finns listade i Catalogue of Life.